# Josip Skoblar
Josip Skoblar, född 12 mars 1941 i Privalaka, Kroatien (dåvarande Jugoslavien), är en före detta kroatisk fotbollsspelare.
Skoblar fick sitt internationella genombrott 1962 då han var med i VM i Chile 1962 där Jugoslavien nådde semifinal.
Han värvades först till Hannover 96 i tyska Bundesliga där han gjorde tre lysande säsonger för klubben. Han skrev därefter på för franska Olympique Marseille och har gått till historien som en av klubbens största spelare genom tiderna. Han bildade ett fruktat anfallspar tillsammans med svensken Roger Magnusson i början av 1970-talet. Skoblar öste in mål och gjorde 151 mål på 174 matcher för klubben, säsongen 1971/72 gjorde han 44 mål, vilket än idag är rekord i Ligue 1 för antalet gjorda mål under en säsong av en enskild spelare. 

## Meriter
- 37 A-landskamper för Jugoslaviens fotbollslandslag
- VM i fotboll: 1962
  - VM-semifinal 1962